# 贄川宿

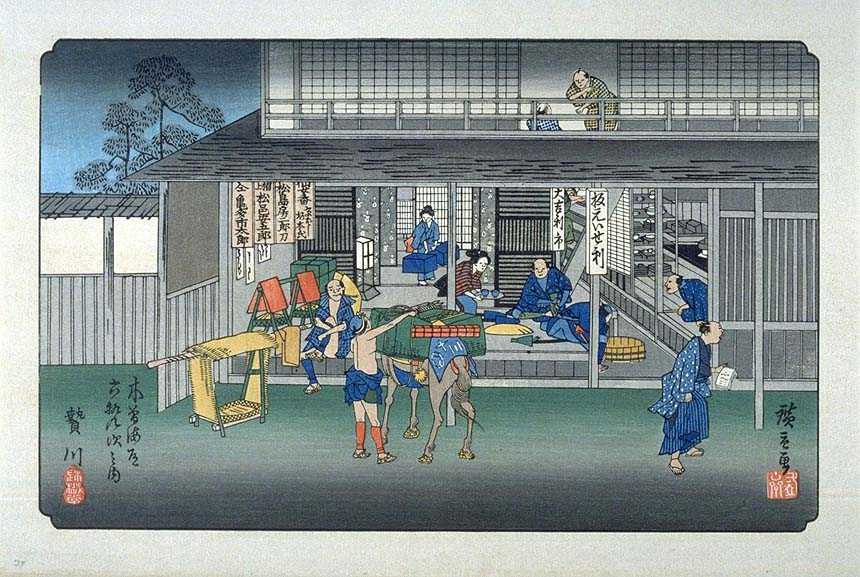
木曽海道六十九次 贄川（歌川広重画）

贄川宿（にえかわじゅく）は、中山道33番目の宿場（→中山道六十九次）で、現在は長野県塩尻市。木曽路十一宿の最北端の宿場。

## 特徴
天保14年（1843年）の『中山道宿村大概帳』によれば、贄川宿の宿内家数は124軒、うち本陣1軒、脇本陣1軒、旅籠25軒で宿内人口は545人であった。
古くは温泉があって「熱川」と書かれた。温泉が枯れてからは現在の漢字を当てるようになった。宿の創設は天文年間。木曽路最初の宿場で、北の入口に関所があり、福島関所の補助的役割をはたした。

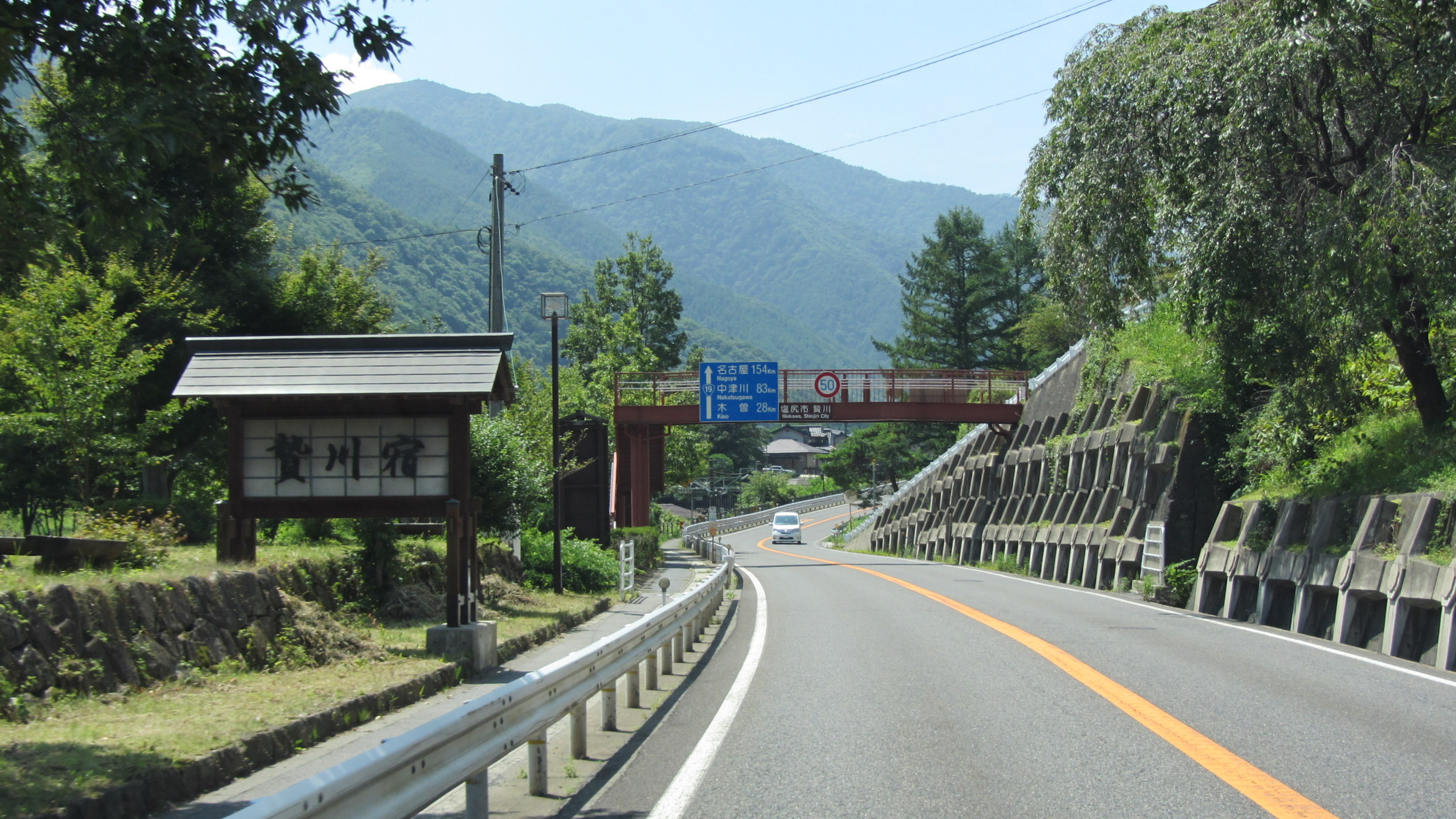
贄川宿付近

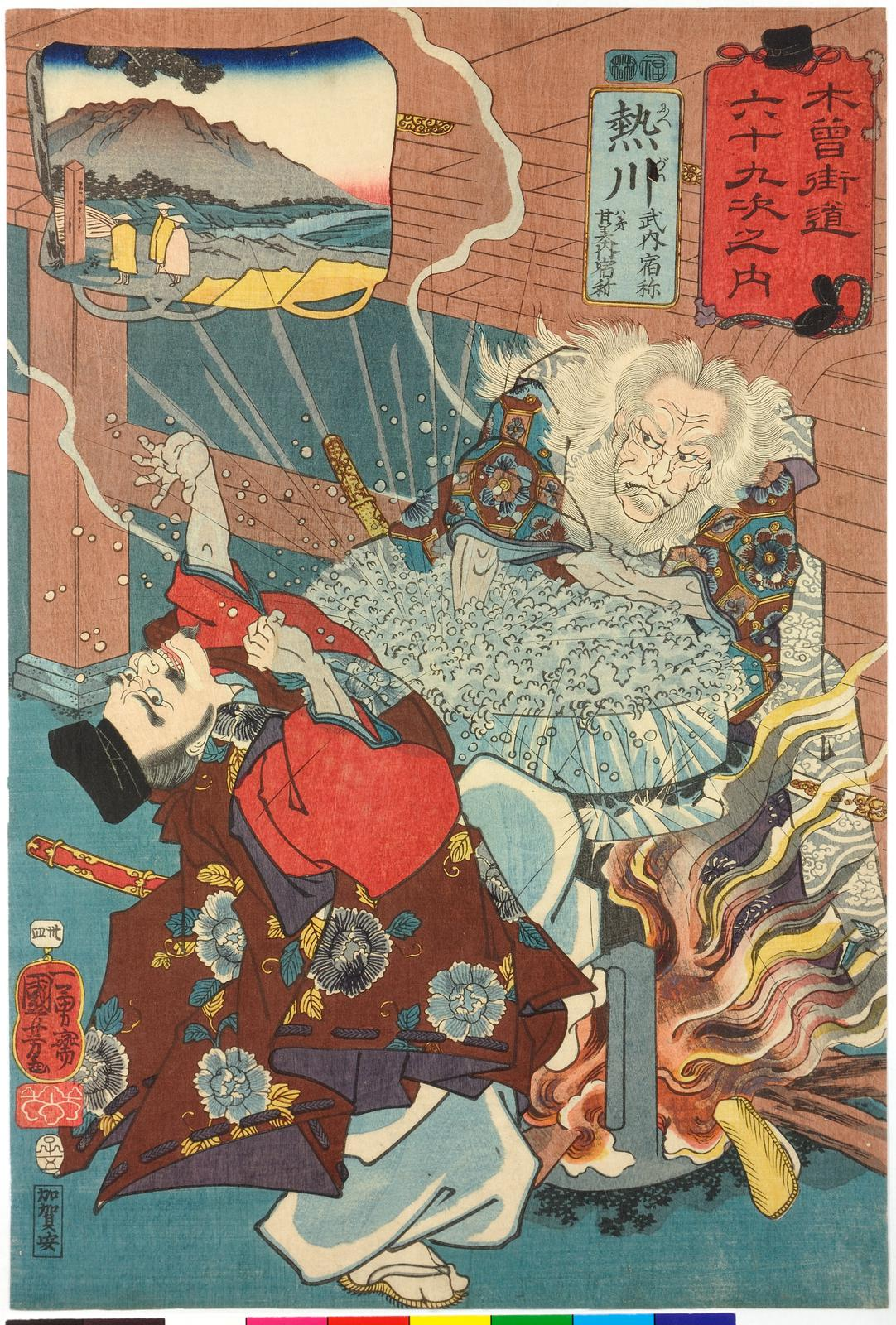
歌川国芳「木曽街道六十九次之内 三十四 熱川 武内宿禰 弟甘美内宿禰」

## 交通手段
- 東海旅客鉄道（JR東海）中央本線・贄川駅
- 塩尻市地域振興バス楢川線で贄川関所 - 贄川上町の各バス停いずれか

## 史跡・みどころ

### 贄川宿内

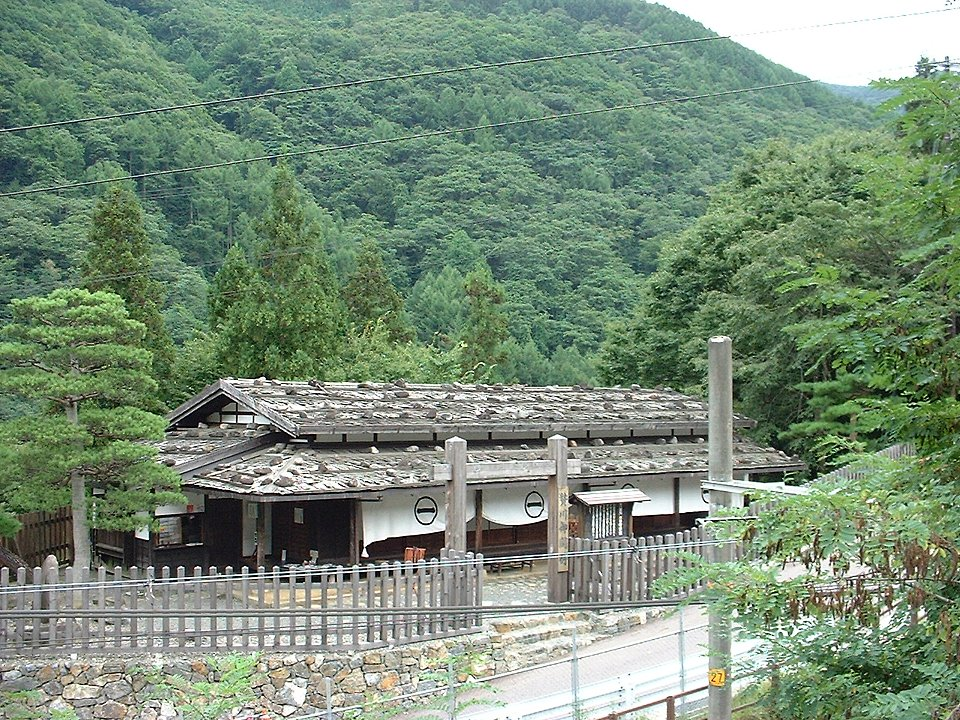
贄川関

贄川関所・木曽考古館

復元された番所に関所関連の資料を展示する。階下は考古館で縄文時代の土器・石器を展示する。
深澤家住宅
蔵2棟を含む建造物3棟と宅地が国の重要文化財に指定されている。深澤家は加納屋を屋号とする贄川屈指の商家で、主屋は嘉永7年（1854年）、北蔵は文政4年（1821年）、南蔵は文久2年（1862年）に建築されたものである。主屋は切妻造、平入り、2階建、鉄板葺きで、桁行（間口）10.6メートル、梁間（奥行）17.3メートルと、奥行きの長い建物である。内部は縦2列に8室を配する間取りで、下手（向かって右）に通り土間を設ける。2階は表側と裏手に各1室を設ける。当住宅は建築年代が明らかであり、蔵も含めた屋敷構えがよく残され、江戸時代末期の宿場の町家の状況を伝える建物として貴重である。
水場

### 奈良井宿までの道中
贄川のトチノキ
長野県天然記念物。樹齢600年以上と推定されている。
押込一里塚跡

道の駅木曽ならかわ
2階の「木曽くらしの工芸館」では、長野オリンピックのメダルの制作工程も展示されている。
諏訪神社
木曽平沢の町並み
木曽漆器の店が軒を並べ、毎年6月の漆器祭には多くの観光客が訪れる。
木曽漆器館
漆器製作の工程や作品を展示する。

## ゆかりの人々
- 武田信玄 - 木曾義康を討ったとき平沢の諏訪神社を本陣としたという。

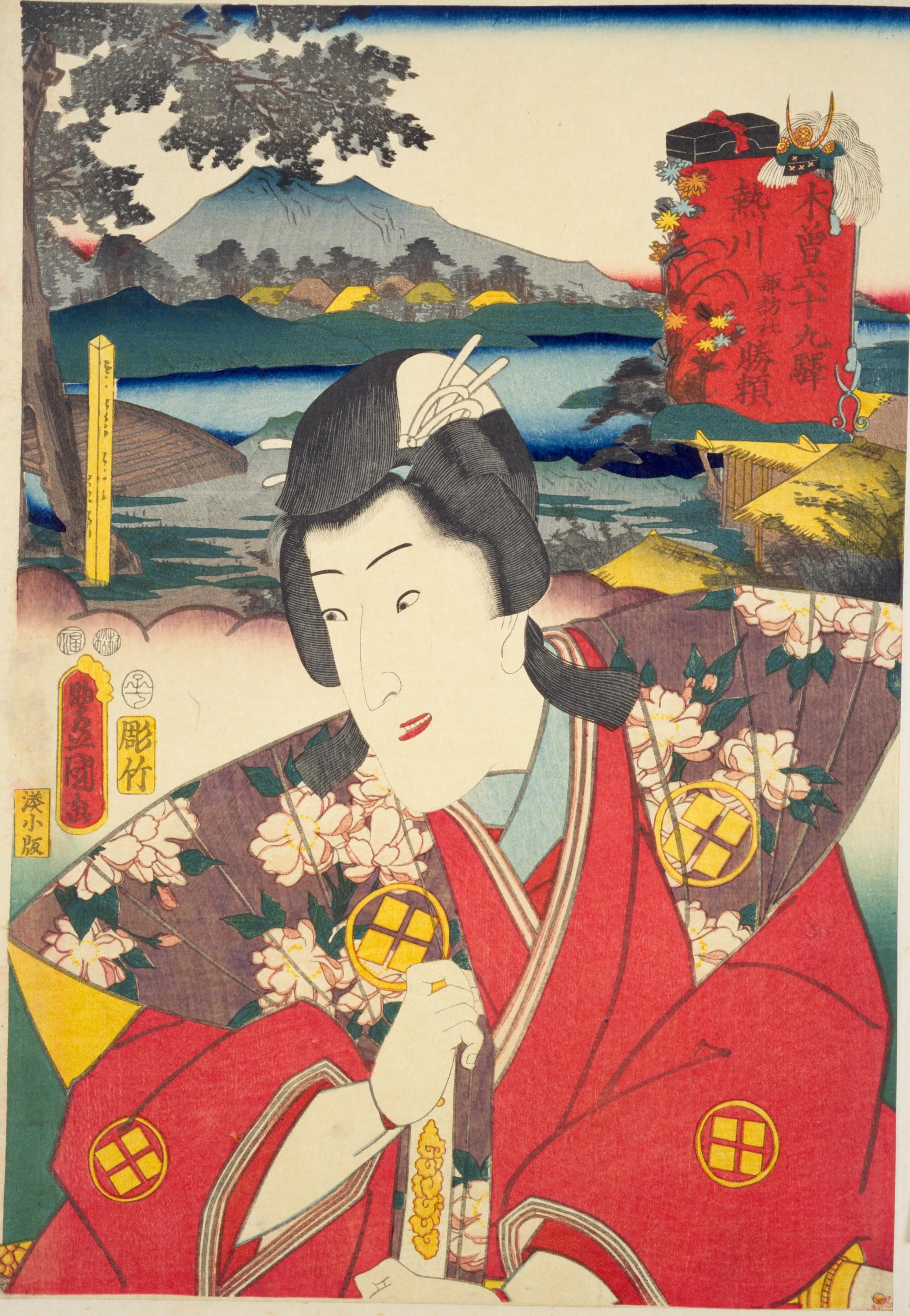
三代目歌川豊国「熱川諏訪社・勝頼」

## 隣の宿
中山道
本山宿 - 贄川宿 - 奈良井宿